# ミラー・マン (キャプテン・ビーフハート・アンド・ヒズ・マジック・バンドのアルバム)
『ミラー・マン』（Mirror Man）は、ドン・ヴァン・ヴリートが率いるキャプテン・ビーフハート・アンド・ヒズ・マジック・バンドが1967年に録音した未発表音源の一部を収録して1971年に発表された、通算5作目のアルバムである。
2022年現在、オリジナル・アルバムに収録されていた4曲と、同時期に録音された5曲を収録した『ミラー・マン・セッションズ』（The Mirror Man Sessions）として入手可能である。

## 解説

### 経緯
1967年9月、キャプテン・ビーフハート・アンド・ヒズ・マジック・バンドのデビュー・アルバム『セイフ・アズ・ミルク』がブッダ・レコード初のアルバムとして発表された。しかし音楽監督の役割を果たしたメンバーのライ・クーダー（ギター）は、6月にファンタジー・フェアー・アンド・マジック・マウンテン・ミュージック・フェスティバルに出演した時の出来事でヴァン・ヴリートに愛想を尽かして、既に脱退していた。クーダーの後釜としてジェリー・マギーが短期間在籍したあと、1967年10月にジェフ・コットンが加入した。彼はメンバーのジョン・フレンチ（ドラムス）が以前在籍したブルース・イン・ア・ボトルのギタリストだった。
コットンを迎えた彼等は"It Comes To You In A Plain Brown Wrapper"と名付けた二枚組の新作アルバムの完成を目指して、10月と11月、ハリウッドのサンセット大通りにあるTTGスタジオで、『セイフ・アズ・ミルク』と同様にボブ・クラスノウをプロデューサーに迎えて新曲を録音した。彼等はこのアルバムを、Captain Beefheart and His Magic Bandによる綿密なスタジオ録音の部と、25th Century Quakerという架空のバンドによるアヴァンギャルド・ブルースの即興演奏の部からなる二部構成にしたいと考え、まずライブ形式で25th Century Quakerの部の3曲を録音した。そして次の数週間、サイケデリック・ミュージック、ポリリズムなどの要素を持つ11曲を録音した。これらの曲は前作で披露された新しいブルース・ロックに新機軸が加えられたもので、ヴァン・ヴリートが当時興味を抱いていたフリー・ジャズの影響も感じさせた。
しかしブッダ・レコードはこの新作アルバムの制作を中止させ、彼等が録音した音源を全てお蔵入りにした。その理由は明らかではない。この頃、ブッダ・レコードはバブルガム・ポップで商売する方針を固めてプロデューサーのジェリー・カセネツとジェフリー・カッツが率いるスーパー・K・プロダクションを傘下に置き、1910フルーツガム・カンパニーらの作品を売り出し始めた。従って、彼等の音楽は会社の方針にはそぐわない、と判断したのであろう。
新作を差し押さえられてしまった彼等はブッダ・レコードを去り、新たに録音した音源をクラスノウが設立したブルー・サム・レコードから『ストリクトリー・パーソナル』（1968年）として発表した。さらにフランク・ザッパが設立したストレイト・レコードに移籍して『トラウト・マスク・レプリカ』（1969年）、『リック・マイ・デカルズ・オフ、ベイビー』（1970年）を発表した。1971年4月、彼等の人気を見たブッダ・レコードは、差し押さえて未発表にしていた音源からの4曲を本作で発表した。本作はイギリスのアルバム・チャートで最高49位を記録した。

### 内容
本作にはライブ形式で録音された3曲を含んだ4曲が収録された。
ロバート・ジョンソンの'Terraplane Blues'をもじった'Tarotplane'（「カルタの飛行機」）では、ヴァン・ヴリートがフリー・ジャズの先駆者であるオーネット・コールマンから貰ったシェーナイを演奏した。

### 『ミラー・マン・セッションズ』
1999年4月、ブッダ・レコードは、『ミラー・マン』に収録されていた4曲に5曲を追加して、CD『ミラー・マン・セッションズ』（The Mirror Man Sessions）を発表した。

## 収録曲
作詞・作曲は全曲Don Van Vlietによる。邦題は日本盤CDに準拠。

### 『ミラー・マン』

#### オリジナルLP
| #         | タイトル                          | 作詞  | 作曲・編曲 | 時間  |
| --------- | --------------------------------- | ----- | ---------- | ----- |
| 1.        | 「カルタの飛行機 Tarotplane」     |       |            | 19:08 |
| 2.        | 「キャンデイ・コーン Kandy Korn」 |       |            | 8:07  |
| 合計時間: | 合計時間:                         | 27:15 |            |       |

| #         | タイトル                                       | 作詞  | 作曲・編曲 | 時間  |
| --------- | ---------------------------------------------- | ----- | ---------- | ----- |
| 1.        | 「25世紀のクエーカー教徒 25th Century Quaker」 |       |            | 9:50  |
| 2.        | 「ミラー・マン Mirror Man」                    |       |            | 15:46 |
| 合計時間: | 合計時間:                                      | 25:36 |            |       |

#### CD
| #         | タイトル                                       | 作詞  | 作曲・編曲 | 時間  |
| --------- | ---------------------------------------------- | ----- | ---------- | ----- |
| 1.        | 「カルタの飛行機 Tarotplane」                  |       |            | 19:08 |
| 2.        | 「キャンデイ・コーン Kandy Korn」              |       |            | 8:07  |
| 3.        | 「25世紀のクエーカー教徒 25th Century Quaker」 |       |            | 9:50  |
| 4.        | 「ミラー・マン Mirror Man」                    |       |            | 15:46 |
| 合計時間: | 合計時間:                                      | 52:51 |            |       |

### 『ミラー・マン・セッションズ』
| #         | タイトル                                                                          | 作詞  | 作曲・編曲 | 時間  |
| --------- | --------------------------------------------------------------------------------- | ----- | ---------- | ----- |
| 1.        | 「カルタの飛行機 Tarotplane」                                                     |       |            | 19:08 |
| 2.        | 「25世紀のクエーカー教徒 25th Century Quaker」                                    |       |            | 9:50  |
| 3.        | 「ミラー・マン Mirror Man」                                                       |       |            | 15:46 |
| 4.        | 「キャンデイ・コーン Kandy Korn」                                                 |       |            | 8:06  |
| 5.        | 「トラスト・アス（テイク6） Trust Us (Take 6)」                                   |       |            | 7:14  |
| 6.        | 「セイフ・アズ・ミルク（テイク12） Safe as Milk (Take 12)」                       |       |            | 5:00  |
| 7.        | 「ビートル・ボーンズ・ン・スモーキン・ストーンズ Beatle Bones n' Smokin' Stones」 |       |            | 3:11  |
| 8.        | 「ムーディ・リズ（テイク8） Moody Liz (Take 8)」                                  |       |            | 4:32  |
| 9.        | 「ギミー・ダット・ハープ・ボーイ Gimme Dat Harp Boy」                             |       |            | 3:32  |
| 合計時間: | 合計時間:                                                                         | 76:19 |            |       |

## 参加ミュージシャン
- キャプテン・ビーフハート　Don Van Vliet – ヴォーカル、ハーモニカ、シェーナイ
- アレックス・セント・クレア　Alex St. Clair – ギター
- ジェフ・コットン　Jeff Cotton – ギター
- ジェリー・ハンドレー　Jerry Handley – ベース・ギター
- ジョン・フレンチ　John French – ドラムス